# Romain Sort
Pas d'image ? Cliquez ici

a Compétitions nationales et continentales officielles uniquement.

b Matchs officiels uniquement.
Romain Sort, né le 21 août 1974 à Villeneuve-sur-Lot, est un joueur de rugby à XIII et XV français évoluant au poste de pilier ou deuxième ligne (XIII) et centre ou ailier (XV).
À travers sa carrière sportive, il pratique le rugby à XV et XIII à travers différents clubs (Miramont XV, Marmande XV), Cannes, Salon de Provence, Carpentras avant de rejoindre Villeneuve-sur-Lot avec lequel il remporte le Championnat de France en 2001 et 2002 ainsi que le titre de la Coupe de France en 2002.  Il prend part également à l'aventure du Paris Saint-Germain Rugby League en 1997 et son intégration en Super League ainsi qu'aux Hussards de Paris en 2002. Il finira au premier rugby à Bergerac, Fumel et son club de village.
Ses prestations en club l'amènent à être sélectionné en équipe de France entre 1996 et 2001. Jouant Irlande, Écosse, Angleterre, prenant part à la Coupe du monde en 2000. Tournée en Nouvelle -Zélande et Papouasie-Nouvelle-Guinée.

## Palmarès
- Collectif :
  - Vainqueur du Championnat VICTORIA COUNTRY RUGBY LEAGUE : 1999 (Traralgon Rugby League) Australie
  - Vainqueur du Championnat de France Elite 2 : Championnat de France 1996 (Salon de Provence XIII)
  - Vainqueur du Championnat de France :Championnat de France 2001 et 2002 (Villeneuve-sur-Lot)
  - Vainqueur de la Coupe de France : 2002 (Villeneuve-sur-Lot).